# 에드 분

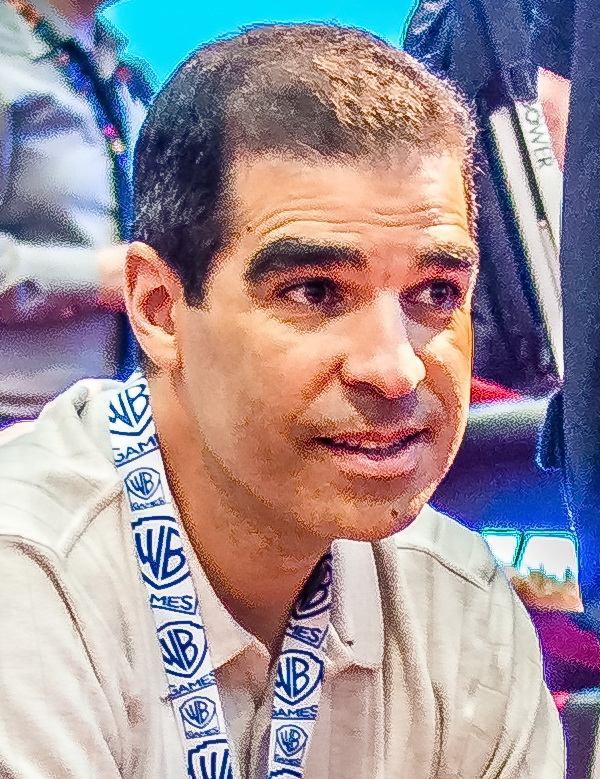
에드 분

에드 분(영어: Ed Boon, 1964년 2월 22일 ~ )은 미국의 비디오 게임 프로그래머, 성우이다. 미드웨이 게임스에서 15년 이상 근무했으며 2011년부터 네더렐름 스튜디오를 설립하여 네더렐름 스튜디오와 워너브라더스 인터랙티브 엔터테인먼트에서 근무하고 있다. 분은 존 토비어스와 함께 개발한 《모탈 컴뱃 시리즈》로 가장 잘 알려져 있다. 《모탈 컴뱃》의 캐릭터 눕 사이봇은 분과 토비어스의 성을 거꾸로 하여 만든 이름이다.